# 茨城県立つくばサイエンス高等学校
茨城県立つくばサイエンス高等学校（いばらきけんりつ つくばサイエンスこうとうがっこう）は、茨城県つくば市谷田部にある公立の高等学校。
本項では、茨城県立つくば工科高等学校（いばらきけんりつつくばこうかこうとうがっこう）ほか、前身となった学校についても説明する。

## 概要
つくばサイエンス高等学校は、科学技術の進展やIT人財不足といった社会の変化等に対応することを目的に、つくば工科高等学校の工業系4学科を再編した上で、県内初の科学技術科を持つ新たな高校として2022年（令和4年）7月に設置された。開校は2023年（令和5年）4月で、当初は校地・校舎をつくば工科高等学校と共用していた。
開校当初は科学技術科1学科のみを持ち、2年次からロボット・情報・建築・化学生物の4つの学びの領域に分かれ、ゼミ形式の課題研究などで、探究心や課題解決能力を育成するカリキュラムとしていた。研究機関等が集積するつくば市の立地を活かして、大学や研究所、民間企業等と幅広く連携した教育を展開し、研究者や高度技術者、起業家などを志す生徒の学びの場として、新たな価値を創造する人財の育成を目指すとしていた。
しかし開校初年度から2年続けて、志願倍率が募集定員の約3割と伸び悩んだ。一方で、つくば市近辺はつくばエクスプレス開業以降の沿線人口増加で高校不足が問題化しており、市民からは普通科県立高校の新設を求める声が上がっていた。
それを受け、令和7年度（2025年度）より普通科が新設され、前年までの1学年定員（6クラス240名）のうち、半分が普通科に変更された。

## 設置学科
- 科学技術科 - 2年次から学びの分野・領域を選択
  - 数学・物理分野
    - ロボット領域
    - 情報領域
    - 建築領域

  - 化学・生物分野（化学生物領域）

- 普通科 - 科学技術科との併願可。

## 部活動
運動部　
- 硬式野球部
- 剣道部
- 弓道部
- バドミントン部
- 陸上競技部
- 卓球部
- サッカー部
- ハンドボール部
- バスケットボール部
- バレーボール部
- 自転車競技部

文化部
- 科学技術部
- 美術部
- 漫画研究部
- 吹奏楽部
- 書道部

## 沿革
前身を含めれば大正時代からの伝統を持つ。当初は農業などを教える学校であり、谷田部地域で初めてトマトやタマナの栽培が行われたほか、二毛作の試行、養豚・養鶏の奨励といった先進的な農業指導が行われた。1980年代初頭には、3学年合わせて生徒数708人（普通科9学級、農業科3学級、園芸科3学級、家政科3学級）であった。
戦後に普通科併設の高校へ転換、平成期に工業高校へ転換し、令和に入って科学技術科の高校に再編、さらに普通科の再設置という数奇な足跡をたどっている。
開校～茨城県立谷田部高等学校
- 1926年（大正15年）4月1日 - 谷田部町立補習学校として開校[7]。谷田部尋常高等小学校（現在のつくば市立谷田部小学校）に併設され[7]、修業年限は2年であった[5]。谷田部女子農業補習学校を女子部として統合[8]。
- 1927年（昭和2年）
  - 4月1日 - 谷田部町立筑波実習学校に改称[5][注 1]。修業年限は3年となった[5]。
  - 4月15日 - 仮校舎を煙草収納所（現在のつくば市谷田部公民館）に置いて開校[5]。
  - 11月5日 - 現在の位置に校舎が竣工[5]。
- 1931年（昭和6年） - 筑波実習学校の白レグ二番（ニワトリの1品種）を昭和天皇飼育の種禽として献上[5]。
- 1934年（昭和9年）4月1日 - 茨城県谷田部実業学校に改称[5]。
- 1935年（昭和10年）9月14日 - 谷田部町外11か村組合立茨城県谷田部農学校に改称[5]。
- 1941年（昭和16年）4月1日 - 茨城県谷田部農芸学校に改称[5]。
- 1943年（昭和18年）4月1日 - 茨城県谷田部農学校に改称し、茨城県に移管される[5]。
- 1946年（昭和21年）4月1日 - 茨城県谷田部農学校が男女共学に移行する[9]。
- 1948年（昭和23年）4月1日 - 茨城県立谷田部高等学校に改称[5]。全日制普通科・家政科・農業科・園芸科および定時制課程を設置する[6]。
- 1962年（昭和37年） - 定時制課程を廃止する[6]。
- 1991年（平成3年）4月 - 工業高校への移行を開始[10]。

茨城県立つくば工科高等学校
- 1997年（平成9年）4月 - 茨城県立つくば工科高等学校に改称[10]。電子機械科・情報技術科・建築デザイン科の3学科[11]を設置。
- 2014年（平成26年）4月 - 機械科・ロボット工学科・電気電子科・建築技術科の4学科に改編。
- 2023年（令和5年）度 - 生徒募集を停止。
- 2025年（令和7年）3月 - 閉校。

茨城県立つくばサイエンス高等学校
- 2022年（令和4年）7月1日 - 県立高等学校改革プランに基づき[12]、茨城県立つくばサイエンス高等学校を設置。
- 2023年（令和5年）4月 - 茨城県立つくばサイエンス高等学校開校[13]。旧・工科高校の4学科を統合した「科学技術科」の1学科を設置。工科高校とサイエンス高校が校舎を共用。
- 2025年（令和7年）4月 - 普通科を設置。

## 茨城県立つくば工科高等学校
公立の工業高等学校であった。略して工科と呼ばれていた。校歌は、土井晩翠の作詞、田村虎蔵の作曲。つくばサイエンス高校への移行に伴い、2022年度（令和4年度）入学生を最後として生徒の募集が停止され、同年度の生徒が卒業した2025年春に閉校した。
設置学科（閉校時点）
- 機械科
- ロボット工学科
- 電気電子科
- 建築技術科

### 部活動（つくば工科高等学校）
運動部
- 硬式野球部
- 硬式テニス部
- 卓球部
- バレーボール部
- サッカー部
- 男子バスケットボール部
- 女子バスケットボール部
- ハンドボール部
- バドミントン部
- 柔道部
- 剣道部
- 弓道部
- 陸上競技部
- 自転車競技部

文化部
- 吹奏楽部
- 美術部
- 漫画研究部
- 書道部
- 機械工作部
- ロボット研究部
- 建築研究部
- 電気電子研究部

### 谷田部の不動松並木
谷田部の不動松並木（やたべのふどうまつなみき）は、茨城県立つくば工科高等学校の脇にあった約700メートルにおよぶマツの並木である。1958年（昭和33年）に茨城県指定天然記念物となったが、マツが枯れてしまったため、指定は解除されている。旧・つくば工科高等学校の校章は、この松並木にちなんでいた。
谷田部藩の2代藩主細川興昌が1618年（元和4年）に下野国・茂木から陣屋を移して町を整備した際に、江戸へ至る街道沿いに植えたものだという。クロマツが中心であったが、アカマツやスギも数本見られた。「谷田部にすぎたるもの3つあり、不動並木に広瀬周度、飯塚伊賀七」と呼ばれ、谷田部の象徴的な存在だった。

## 統合校

### 谷田部女子農業補習学校
谷田部女子農業補習学校（やたべじょしのうぎょうほしゅうがっこう）は、1923年（大正12年）4月1日に開校した農業系の女子校。修業年限は2年で、初年度入学生のみ1年であった。谷田部町立補習学校の開校までの3年間のみ独立校であったが、補習学校の開校後は女子部として統合され、女子部は1946年（昭和21年）に共学化するまで存続した。
沿革
- 1923年（大正12年）4月1日 - 谷田部女子農業補習学校として開校。谷田部尋常高等小学校に併設される[8]。家政学・実習・一般教養の授業が行われた[8]。
- 1926年（大正15年）4月1日 - 谷田部町立補習学校女子部となる。
- 1927年（昭和2年）4月1日 - 谷田部町立筑波実習学校女子部に改称。
- 1934年（昭和9年）4月1日 - 茨城県谷田部実業学校女子部に改称。
- 1935年（昭和10年）9月14日 - 谷田部町外11か村組合立茨城県谷田部農学校女子部に改称。
- 1938年（昭和13年）4月1日 - 茨城県谷田部農学校の敷地に移転[9]。同時に谷田部家政女学校を統合[9]。
- 1941年（昭和16年）4月1日 - 茨城県谷田部農芸学校に改称[5]。
- 1943年（昭和18年）4月1日 - 茨城県谷田部農学校女子部に改称。
- 1946年（昭和21年）4月1日 - 茨城県谷田部農学校の男女共学化により廃部。

### 谷田部家政女学校
谷田部家政女学校（やたべかせいじょがっこう）は、茨城県筑波郡谷田部町にあった私立の女学校。修業年限3年の本科と季節開設の裁縫科の2学科を設置していた。木村伊助が創立し、東京商科大学（現在の一橋大学）教授の峯間信吉を兼任校長に迎えた。
開校当初から本科の生徒集めに苦しみ、1938年（昭和13年）に茨城県谷田部農学校女子部が移転するのを機に同校に統合された。
沿革
- 1926年（大正15年） - 谷田部家政女学校が開校。
- 1933年（昭和8年） - 創立者の木村伊助が死去。長谷川敏太郎が学校を継ぐが、経営は好転せず[9]。
- 1938年（昭和13年） - 茨城県谷田部農学校女子部に統合され、閉校。

## 交通
- つくばエクスプレスみらい平駅、みどりの駅、常磐線取手駅から関東鉄道バス、「つくばサイエンス高校」下車。
- 常磐線牛久駅、土浦駅、関東鉄道常総線水海道駅から関東鉄道バス、「谷田部四ツ角」下車、徒歩約10分。
- つくばエクスプレスみどりの駅、万博記念公園駅、研究学園駅からつくバス谷田部シャトル、「つくばサイエンス高校」下車。